# Dehydratie (geneeskunde)
Dehydratie of uitdroging is het overmatig verlies van lichaamsvocht.
Dehydratie (of dehydratatie) kan tot stand komen doordat iemand te weinig water tot zich neemt (of te veel vochtafdrijvende stoffen zoals alcohol). Een andere oorzaak zijn ziekten die leiden tot veelvuldig overgeven of diarree zoals cholera. Dehydratatie in de zwangerschap kan ontstaan door extreme misselijkheid en overgeven (hyperemesis gravidarum).
Symptomen van uitdroging kunnen zijn:
- heftige dorst
- een gevoel van uitputting
- prikkelbaarheid van spieren (spiertrekkingen/spierkrampen)
- duizeligheid
- misselijkheid, soms braken
- tachycardie (te snelle hartslag)

Uitdroging is bij hoogbejaarden regelmatig de uiteindelijke doodsoorzaak; niet meer drinken leidt doorgaans binnen een paar dagen tot de dood.
Men onderscheidt:
- isotone dehydratie
- hypertone dehydratie
- hypotone dehydratie

Dehydratie of uitdroging kan ook dieren fataal worden, bijvoorbeeld tijdens veetransporten.